# كيرلي راسيل
كيرلي راسيل (بالإنجليزية: Curley Russell)‏ هو عازف جاز أمريكي، ولد في 19 مارس 1917 في نيويورك في الولايات المتحدة، وتوفي بنفس المكان في 3 يوليو 1986.

## وصلات خارجية
- كيرلي راسيل على موقع ميوزك برينز (الإنجليزية)
- كيرلي راسيل على موقع أول ميوزيك (الإنجليزية)
- كيرلي راسيل على موقع ديسكوغز (الإنجليزية)